# Точиги
Точиги (на японски: 栃木県, по английската Система на Хепбърн Tochigi-ken, Точиги-кен) е една от 47-те префектури на Япония. Точиги е с население от 2 011 313 жители (1 януари 2003 г.) и има обща площ от 6408,28 км². Град Уцуномия е административният център на префектурата.